# 莫爾塔耶沃湖
57°35′29″N 61°34′56″E / 57.59139°N 61.58222°E
莫爾塔耶沃湖（俄语：Молтаево озеро），是俄羅斯的湖泊，位於該國中西部斯維爾德洛夫斯克州，面積2.24平方公里，海拔高度199米，集水區面積8平方公里，平均水深1.1米，最大水深7米。